# Стихівничий
Стихівничий — український народний незрячий читець духовних віршів («стихів») без акомпанементу, псальмоспівець. Стихівничі об'єднувались в виконавсько-мандрівні гурти релігійного спрямування або працювали індивідуально. Також відомі під назвою «псальмоспівці» — так називав їх у своїх записках Мартинович.
На відміну від звичайних незрячих жебраків стихівничі, як і кобзарі, мали псевдоцехову організацію, систему вишколу, приділяли велику увагу збереженню традицій та звичаїв. З кобзарями, бандуристами, лірниками їх об'єднувала і спільна назва — «старці». Відомо також, що стихівничі часто ставали учасниками кобзарських ритуалів, навчали майбутніх кобзарів «псальмам» — в такому випадку їх також називали «панотцями», як і вчителів-виконавців.
На відміну від кобзарів, стихівничі часто мандрували і працювали гуртами. Зафіксовані також колективні колядування і щедрування. Існували і окремі гурти незрячих жінок. Вони тримались окремо від чоловічих, навіть подружня пара не могла перебувати разом у такому мандрівному гурті.